# Arthur Atta
Arthur Atta (Rennes, 14 gennaio 2003) è un calciatore francese, centrocampista dell'Udinese.

## Biografia
Nato in Francia, ha origini beninesi.

## Caratteristiche tecniche
Di ruolo centrocampista, può giocare in tutti i ruoli della mediana, rendendo meglio come mezzala con compiti perlopiù di rottura. Disciplinato tatticamente, la sua buona struttura fisica gli consente di giganteggiare in mezzo al campo, recuperando così un gran numero di palloni rivelandosi molto importante per le ripartenze per questo motivo viene spesso utilizzato come arma a gara in corso in modo da garantire maggior copertura a centrocampo con allo stesso tempo rivelarsi prezioso in fase offensiva per eventuali azioni di contropiede.

## Carriera

### Club
Cresciuto nei settori giovanili di Rennes e Metz, ha esordito con la prima squadra dei granata il 26 dicembre 2022, nella partita di Ligue 2 pareggiata per 0-0 contro il Niort Il 25 gennaio 2023 firma il suo primo contratto professionistico con il Metz, valido fino al 2026; il 6 febbraio seguente, invece, segna la prima rete tra i professionisti, in occasione dell'incontro di campionato vinto per 0-2 contro l'Amiens.
Il 30 agosto 2024 viene acquistato dall'Udinese, in Serie A, in prestito con diritto di riscatto. Esordisce con i friulani il 25 settembre seguente, nella sfida dei sedicesimi di Coppa Italia contro la Salernitana (3-1), subentrando a Sandi Lovrić al 65° minuto di gioco; tre giorni dopo, invece, debutta in campionato nella sconfitta casalinga contro l'Inter (2-3), subentrando a Jesper Karlström al 74° minuto. Dopo aver collezionato 29 presenze in tutte le competizioni lungo la stagione 2024-2025, il 27 giugno 2025 viene riscattato dal club friulano, per circa otto milioni di euro, firmando un contratto quadriennale. Il 18 agosto 2025 segna il suo primo gol con i friulani nell'esordio stagionale, aprendo le marcature nel successo per 2-0 contro la Carrarese in Coppa Italia.

### Nazionale
Atta ha giocato nella nazionale francese Under-20.

## Statistiche

### Presenze e reti nei club
Statistiche aggiornate al 18 agosto 2025.
| Stagione        | Squadra         | Campionato      | Campionato | Campionato | Coppe nazionali | Coppe nazionali | Coppe nazionali | Coppe continentali | Coppe continentali | Coppe continentali | Altre coppe | Altre coppe | Altre coppe | Totale | Totale |
| Stagione        | Squadra         | Comp            | Pres       | Reti       | Comp            | Pres            | Reti            | Comp               | Pres               | Reti               | Comp        | Pres        | Reti        | Pres   | Reti   |
| --------------- | --------------- | --------------- | ---------- | ---------- | --------------- | --------------- | --------------- | ------------------ | ------------------ | ------------------ | ----------- | ----------- | ----------- | ------ | ------ |
| 2021-2022       | Metz 2          | N2              | 2          | 0          | -               | -               | -               | -                  | -                  | -                  | -           | -           | -           | 2      | 0      |
| 2022-2023       | Metz 2          | N2              | 11         | 3          | -               | -               | -               | -                  | -                  | -                  | -           | -           | -           | 11     | 3      |
| 2023-2024       | Metz 2          | N3              | 3          | 2          | -               | -               | -               | -                  | -                  | -                  | -           | -           | -           | 3      | 2      |
| Totale Metz 2   | Totale Metz 2   | Totale Metz 2   | 16         | 5          |                 | -               | -               |                    | -                  | -                  |             | -           | -           | 16     | 5      |
| 2022-2023       | Metz            | L2              | 16         | 1          | CF              | 1               | 0               | -                  | -                  | -                  | -           | -           | -           | 17     | 1      |
| 2023-2024       | Metz            | L1              | 21+2       | 1          | CF              | 1               | 0               | -                  | -                  | -                  | -           | -           | -           | 24     | 1      |
| lug.-ago. 2024  | Metz            | L2              | 2          | 0          | CF              | 0               | 0               | -                  | -                  | -                  | -           | -           | -           | 2      | 0      |
| Totale Metz     | Totale Metz     | Totale Metz     | 39+2       | 2          |                 | 2               | 0               |                    | -                  | -                  |             | -           | -           | 43     | 2      |
| 2024-2025       | Udinese         | A               | 27         | 0          | CI              | 2               | 0               | -                  | -                  | -                  | -           | -           | -           | 29     | 0      |
| 2025-2026       | Udinese         | A               | 0          | 0          | CI              | 1               | 1               | -                  | -                  | -                  | -           | -           | -           | 1      | 1      |
| Totale Udinese  | Totale Udinese  | Totale Udinese  | 27         | 0          |                 | 3               | 1               |                    | -                  | -                  |             | -           | -           | 30     | 2      |
| Totale carriera | Totale carriera | Totale carriera | 82+2       | 7          |                 | 5               | 1               |                    | -                  | -                  |             | -           | -           | 89     | 8      |